# UNITESA
UNITESA (Unión Industrial Textil SA) va ser un grup d'empreses tèxtils català, vinculat a Julio Muñoz Ramonet.

## Història
El 1931, Serafín Muñoz Ruiz va fundar una fàbrica de gèneres de punt a l'avinguda Verge de Montserrat, 109 sota la raó social Industrias Muñoz SA. A la seva mort el 1939, els seus fills Álvaro i Julio Muñoz Ramonet, amb l'ajuda de la mare Florinda Ramonet Sindreu, es van càrrec del negoci i van iniciar una etapa d'expansió amb la fundació i adquisició de diverses empreses tèxtils, entre els quals hi havia: Fàbricas Muñoz SA, dedicada a la fabricació i comercialització d'articles de cotó i seda, amb seu social a la Rambla de Catalunya, 77 de Barcelona i un capital de 2 milions de pessetes (1941); Hilados y Tejidos Comas SA, amb fàbriques a Manlleu, Campdevànol, Sant Feliu de Codines i Granollers i un capital de 7,4 milions de pessetes (1942); Sobrinos de Juan Batlló SA, amb fàbrica a la Bordeta (1943); i Unión Industrial Algodonera SA (UIASA), un grup empresarial creat el 1929 per la fusió de nou empreses (1944).
El 1947, el Grup Muñoz es va dividir entre els dos germans, quedant en mans de Julio les empreses següents: Algodonera del Pilar SA, Fábricas Muñoz SA, Hilados Madurga SA, Hilados y Tejidos Comas SA, Sobrinos de Juan Batlló SA i Unión Industrial Algodonera SA. La seu social era a la Torre Muñoz del passeig de Gràcia, 105 de Barcelona, un edifici d'onze plantes on hi havia les oficines i gerència, l'exposició, els serveis tècnics i els laboratoris. El 31 de desembre del 1958 es va constituir la societat Unión Industrial Textil SA (UNITESA) amb un capital de 850 milions de pessetes, mitjançant l'absorció per Sobrinos de Juan Batlló SA de la resta d'empreses del Grup Muñoz, i el canvi de nom d'aquesta. El president era Julio Muñoz Ramonet i els càrrecs de conseller delegat i director general recaigueren en Cesáreo Castilla Delgado, un ex-militar amb nombroses condecoracions.
El 1960, UNITESA, amb més de 10.000 treballadors i una producció de 12.000 tones de filats de cotó i uns 80.000 km de teixits acabats, representava el 12,8% de la producció cotonera de l'Estat. Tanmateix, aquesta etapa suposà el declivi del grup, que el 1962 va haver de demanar un crèdit de 60 milions de pessetes al Banc de Crèdit Industrial i el 1968, només tenia cinc fàbriques en actiu (Verge de Montserrat, Caldes de Montbui, Sant Feliu de Codines, Campdevànol i Ripoll). Aquell mateix any, el Banco Central, amb qui el grup tenia crèdits impagats, va iniciar el desnonament del Palau Robert i la Torre Muñoz. Finalment, el 1975 es va acollir al Plan de Actualización y Regularización del Sector Textil de Proceso Algodonero.